# Tomme Vaudoise

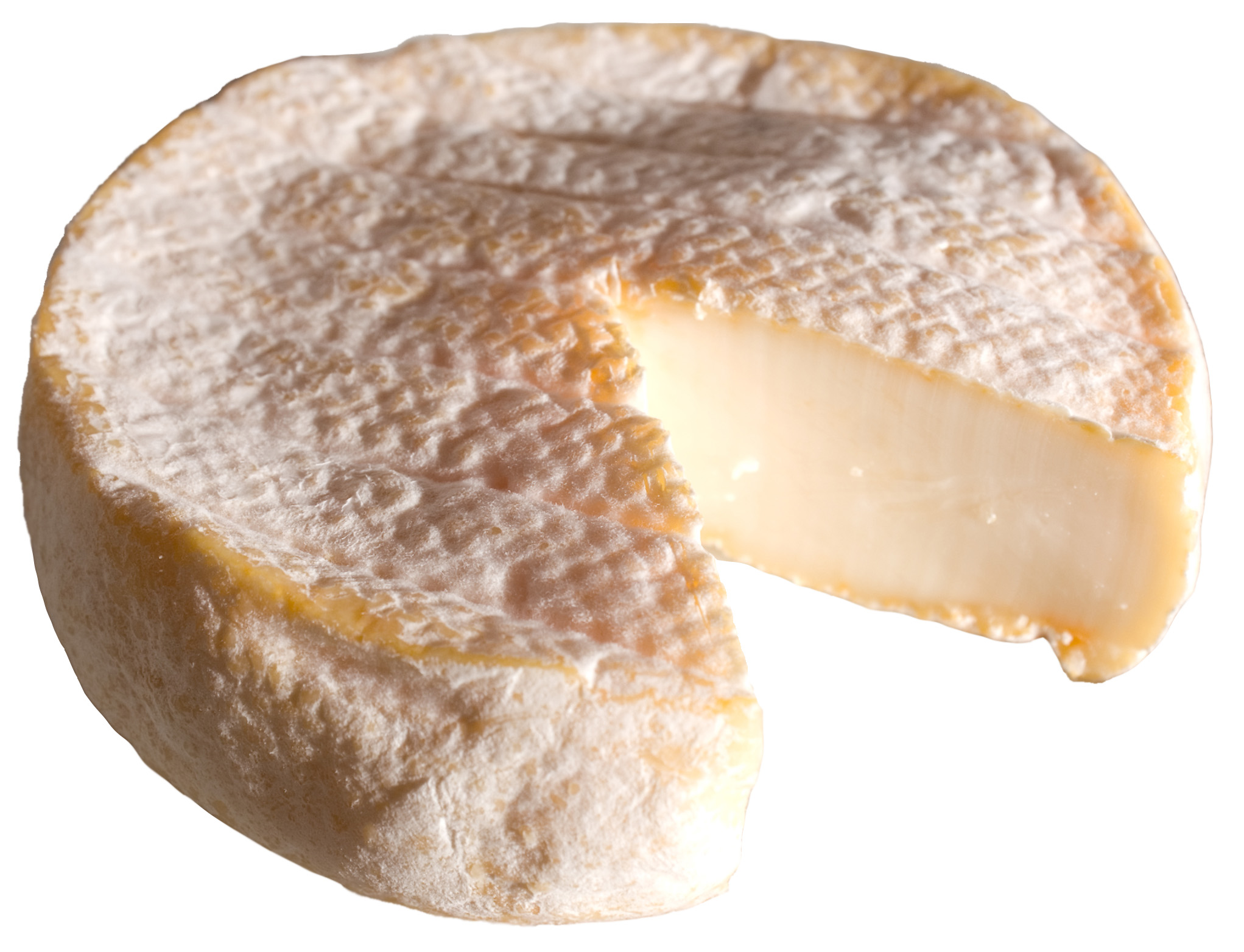
Tomme Vaudoise

Der Tomme Vaudoise ist ein Weichkäse aus der Schweiz. Im 17. Jahrhundert wurde er noch ausschliesslich im Sommer in den Alphütten des Juras gekäst. Wegen seiner zunehmenden Beliebtheit weitete sich das Produktionsgebiet schnell aus, sodass der Tomme Vaudoise heute in der gesamten französischsprachigen Schweiz hergestellt wird.
Die Käselaibe des Tomme Vaudoise sind mit einem Durchmesser von 8 bis 9 Zentimetern, einer Höhe von etwa 2,5 Zentimetern und einem Gewicht von nur etwa 100 Gramm klein. Ihre zarte weisse Kruste ist von einer Schicht edlen Weissschimmels überzogen. Der Tomme Vaudoise reift nur 7 bis 10 Tage, sodass er in den Handel kommt, wenn er gerade die Schwelle vom Frisch- zum Weichkäse überschritten hat. Der Käse hat daher eine cremige Konsistenz und ein zartes Milcharoma.